# Fast casual

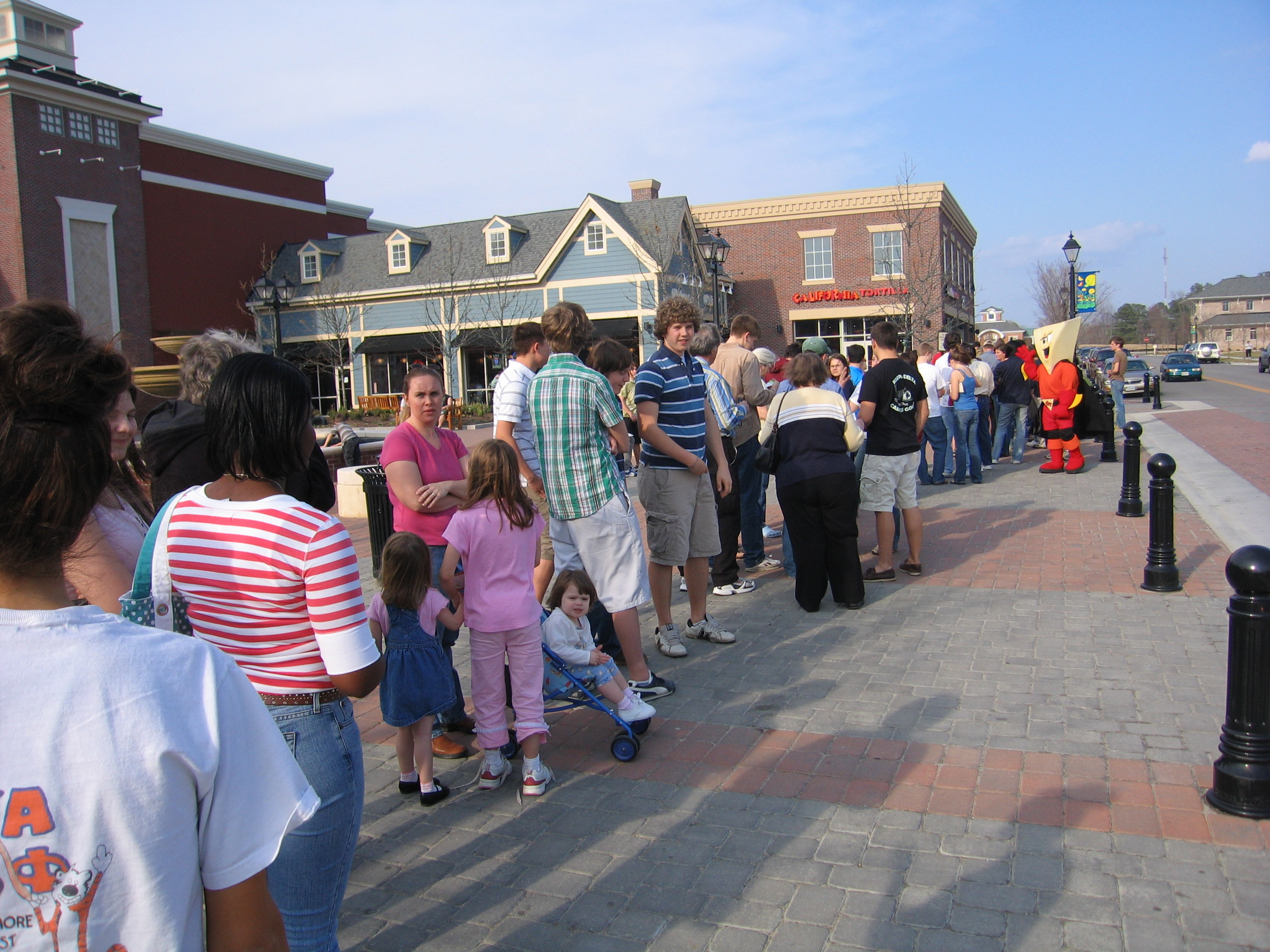
Restaurante casual rápido

Fast casual é um gênero de restaurante que não oferece serviço de mesa, porém promete uma melhor qualidade de comida e uma atmosfera diferente, em contraposição aos restaurantes de fast food. Nos Estados Unidos, o conceito é relativamente novo e crescente, sendo posicionado entre o fast food e a refeição casual. O custo médio de refeição é variável entre 8 a 15 dólares. O Brasil já possui alguns representantes locais.

## As 10 principais características do Fast Casual
- Serviço rápido
- Pratos com qualidade
- Combinações flexíveis
- Ingredientes de qualidade
- Refeição saudável
- Hortifrútis frescos
- Decoração de primeira linha
- Preço justo
- Funcionários amigáveis
- Área de preparo com visão integral